# Knutten
De knutten of knutjes (Ceratopogonidae) vormen een familie van muggen uit de orde tweevleugeligen (Diptera). Ze worden ook knaasjes, knijten (Vlaanderen), knozels (Zuid-Nederland), mietsen (Noord-Nederland), mampieren (Suriname) of meurzen (Nieuwkoop) genoemd, en soms ook zandvliegjes, een benaming die in vaktaal echter op soorten uit de familie motmuggen, of op de onderfamilie van de zandvliegen slaat. Wereldwijd komen er 5989 beschreven soorten voor.

## Kenmerken
Deze zeer kleine insecten zijn slechts 1 tot 4 millimeter. Ze hebben korte poten, donkere vlekjes op de vleugels en stekende monddelen.

## Verspreiding en leefgebied
De larven leven in zeer vochtige omstandigheden zoals plasjes water in boomstronken, in bladoksels of in oppervlaktewater. Veel soorten zijn belangrijk als bestuiver van planten, ook voor voedselgewassen van de mens zoals cacao.

## Relatie tot de mens

### Rol als verspreider van ziekten
Net als steekmuggen zuigen de vrouwtjes bloed van gewervelden, waaronder de mens, voor hun eieren. Hun beet kan een hevige jeuk veroorzaken. Een aantal soorten is door dit steekgedrag verspreider (vector) van een aantal ziekten die veroorzaakt worden door bacteriën, parasitaire wormen en virussen. Knutten zijn onder andere verantwoordelijk voor de verspreiding van de ziekte blauwtong onder herkauwers. Knutten kunnen verder het Schmallenbergvirus bij zich dragen. Dit virus kan ziekte en misvorming van jongen bij verschillende soorten vee veroorzaken. Er zijn ook knuttensoorten die uitsluitend parasitair leven op andere, grotere insecten.

### Hinder
Knutten vertonen zich zelden in de volle zon maar in de schaduw en aan het einde van de dag als de zon laag staat kunnen knutten bij weinig wind zeer hinderlijk zijn voor mensen. Wat enigszins helpt is goed bedekken van het lichaam en in beweging blijven; ze worden alleen door fijn muskietengaas tegengehouden. Omdat ze vooral overlast veroorzaken als er weinig wind staat, werkt een ventilator ook. Smeersels en (etherische) oliën hebben weinig tot geen effect. 
De larven van knutten kunnen in de natuur voorkomen in dichtheden van 700 per vierkante meter.
In een vochtige omgeving is structureel alleen wat aan overlast van knutten te doen door enerzijds het water waar mogelijk te laten stromen en anderzijds de natuur de ruimte te geven, zodat natuurlijke vijanden zo veel mogelijk kans hebben.

### Taal
Knijten komen voor in uitdrukkingen als "Ik snap er geen knijt van", waar het als synoniem voor zier geldt.

## Taxonomie
De volgende taxa worden bij de familie ingedeeld:
- Onderfamilie Austroconopinae
  - Geslacht Austroconops
  - Geslacht  † Archiaustroconops
- Onderfamilie Ceratopogoninae
  - Tribus Ceratopogonini
    - Geslacht Afrohelea
    - Geslacht Agilihelea
    - Geslacht Allohelea
    - Geslacht Alluaudomyia
    - Geslacht Ankylohelea
    - Geslacht Austrohelea
    - Geslacht Baeodasymyia
    - Geslacht Baeohelea
    - Geslacht Bothahelea
    - Geslacht Brachypogon
    - Geslacht Cacaohelea
    - Geslacht Calcarhelea
    - Geslacht Camptopterohelea
    - Geslacht Capehelea
    - Geslacht Ceratoculicoides
    - Geslacht Ceratohelea
    - Geslacht Ceratopogon
    - Geslacht Chairopogon
    - Geslacht Congohelea
    - Geslacht Diaphanobezzia
    - Geslacht Downeshelea
    - Geslacht Echinohelea
    - Geslacht Fanthamia
    - Geslacht Fittkauhelea
    - Geslacht Heteroceratopogon
    - Geslacht Heterohelea
    - Geslacht Hypsimyia
    - Geslacht Isthmohelea
    - Geslacht Kolenohelea
    - Geslacht Leptohelea
    - Geslacht Luciamyia
    - Geslacht Macrurohelea
    - Geslacht Metacanthohelea
    - Geslacht Monohelea
    - Geslacht Nannohelea
    - Geslacht Notiohelea
    - Geslacht Notoceratopogon
    - Geslacht Oxyria
    - Geslacht Parabezzia
    - Geslacht Paralluaudomyia
    - Geslacht Parastilobezzia
    - Geslacht Pseudostilobezzia
    - Geslacht Rhynchohelea
    - Geslacht Schizohelea
    - Geslacht Schizonyxhelea
    - Geslacht Serromyia
    - Geslacht Spinellihelea
    - Geslacht Stilobezzia
    - Geslacht Stiloculicoides
    - Geslacht Washingtonhelea
    - Geslacht  † Mantohelea

  - Tribus Culicoidini
    - Geslacht Culicoides Latreille, 1809

  - Tribus Heteromyiini
    - Geslacht Clinohelea Kieffer, 1917
    - Geslacht Heteromyia Say, 1825
    - Geslacht Neurobezzia
    - Geslacht Neurohelea Kieffer, 1925
    - Geslacht Pellucidomyia Macfie, 1939

  - Tribus Palpomyiini
    - Geslacht Amerohelea
    - Geslacht Bezzia
    - Geslacht Clastrieromyia
    - Geslacht Pachyhelea
    - Geslacht Palpomyia
    - Geslacht  Phaenobezzia

  - Tribus Sphaeromiini
    - Geslacht Alloimyia
    - Geslacht Guihelea
    - Geslacht Wannohelea

  - Tribus Stenoxenini
- Onderfamilie Dasyheleinae
  - Geslacht Dasyhelea
  - Geslacht Paradasyhelea
- Onderfamilie Forcipomyiinae
  - Geslacht Atrichopogon
  - Geslacht Forcipomyia
- Onderfamilie Leptoconopinae
  - Geslacht Leptoconops
  - Geslacht  † Fossileptoconops
- Onderfamilie  † Lebanoculicoidinae
  - Geslacht  † Lebanoculicoides

## Voorkomen in Nederland
In Nederland zijn 110 soorten uit deze familie inheems
- Genus: Allohelea
  - Allohelea tessellata
- Genus: Atrichopogon
  - Atrichopogon atriscapulus
  - Atrichopogon brunnipes
  - Atrichopogon flavolineatus
  - Atrichopogon forcipatus
  - Atrichopogon fuscus
  - Atrichopogon haesitans
  - Atrichopogon infuscus
  - Atrichopogon lucorum
  - Atrichopogon meloesugans - (Oliekeverknutje)
  - Atrichopogon minutus
  - Atrichopogon oedemerarum
  - Atrichopogon orbicularis
  - Atrichopogon pavidus
  - Atrichopogon psilopterus
  - Atrichopogon rostratus
  - Atrichopogon winnertzi
- Genus: Bezzia
  - Bezzia albicornis
  - Bezzia annulipes
  - Bezzia bicolor
  - Bezzia circumdata
  - Bezzia coracina
  - Bezzia curtiforceps
  - Bezzia flavicornis
  - Bezzia leucogaster
  - Bezzia nobilis
  - Bezzia ornata
  - Bezzia rubiginosa
  - Bezzia signata
  - Bezzia winnertziana
- Genus: Ceratopogon
  - Ceratopogon communis
  - Ceratopogon naccinervis
  - Ceratopogon niveipennis
- Genus: Clinohelea
  - Clinohelea unimaculata
- Genus: Culicoides
  - Culicoides achrayi
  - Culicoides albicans
  - Culicoides chiopterus
  - Culicoides circumscriptus
  - Culicoides deltus
  - Culicoides dewulfi
  - Culicoides fascipennis
  - Culicoides festivipennis
  - Culicoides impunctatus
  - Culicoides kibunensis
  - Culicoides minutissimus
  - Culicoides newsteadi
  - Culicoides nubeculosus
  - Culicoides obsoletus
  - Culicoides pictipennis
  - Culicoides poperinghensis
  - Culicoides pulicaris
  - Culicoides punctatus
  - Culicoides riethi
  - Culicoides salinarius
  - Culicoides scoticus
  - Culicoides stigma
  - Culicoides vexans
- Genus: Dasyhelea
  - Dasyhelea coarctata
  - Dasyhelea communis
  - Dasyhelea dufouri
  - Dasyhelea flaviventris
  - Dasyhelea flavoscutellata
  - Dasyhelea kyrenica
  - Dasyhelea modesta
  - Dasyhelea palustris
  - Dasyhelea saxicola
  - Dasyhelea septuosa
  - Dasyhelea sericata
  - Dasyhelea turficola
  - Dasyhelea versicolor
- Genus: Forcipomyia
  - Forcipomyia alacris
  - Forcipomyia bipunctata
  - Forcipomyia brevicubita
  - Forcipomyia brevipennis
  - Forcipomyia ciliata
  - Forcipomyia crassipes
  - Forcipomyia eques - (Gaasvliegknutje)
  - Forcipomyia frutetorum
  - Forcipomyia fuliginosa
  - Forcipomyia kaltenbachii
  - Forcipomyia monilicornis
  - Forcipomyia murina
  - Forcipomyia nigra
  - Forcipomyia pallida
  - Forcipomyia paludis - (Libellenknutje of Libellenbijtmug)
  - Forcipomyia picea
  - Forcipomyia pulchrithorax
  - Forcipomyia sphagnophila
  - Forcipomyia squamipes
  - Forcipomyia tenuis
  - Forcipomyia titillans
  - Forcipomyia tonnoiri
  - Forcipomyia velox
- Genus: Kolenohelea
  - Kolenohelea calcarata
- Genus: Macropeza
  - Macropeza albitarsis
- Genus: Mallochohelea
  - Mallochohelea inermis
  - Mallochohelea nitida
- Genus: Nilobezzia
  - Nilobezzia posticata
- Genus: Palpomyia
  - Palpomyia aterrima
  - Palpomyia csiskii
  - Palpomyia distincta
  - Palpomyia flavipes
  - Palpomyia fulva
  - Palpomyia lineata
  - Palpomyia nigripes
  - Palpomyia quadrispinosa
  - Palpomyia rufipes
  - Palpomyia serripes
  - Palpomyia spinipes
  - Palpomyia tibialis
- Genus: Probezzia
  - Probezzia seminigra
- Genus: Schizohelea
  - Schizohelea leucopeza
- Genus: Serromyia
  - Serromyia atra
  - Serromyia femorata
  - Serromyia morio
  - Serromyia rufitarsis
- Genus: Sphaeromias
  - Sphaeromias fasciatus
  - Sphaeromias miricornis
  - Sphaeromias pictus
- Genus: Stilobezzia
  - Stilobezzia flavirostris
  - Stilobezzia gracilis
  - Stilobezzia lutacea
  - Stilobezzia ochracea